# Alloscirtetica gilva
Alloscirtetica gilva là một loài Hymenoptera trong họ Apidae. Loài này được Holmberg mô tả khoa học năm 1884.